# Унтерштадіон
Унтерштадіон (нім. Unterstadion) — громада в Німеччині, знаходиться в землі Баден-Вюртемберг. Підпорядковується адміністративному округу Тюбінген. Входить до складу району Альб-Дунай.
Площа — 8,84 км2. Населення становить 778 ос. (станом на 31 грудня 2020).